# Wissenschaftsjahr 1830
Liste der Wissenschaftsjahre

Wissenschaftsjahr 1830

Weitere Ereignisse
Dieser Artikel behandelt das Wissenschaftsjahr 1830.

## Geologie
1830 veröffentlichte der britische Naturwissenschaftler Charles Lyell den ersten von insgesamt drei Bänden seiner bahnbrechenden Werkreihe „Principles of Geology“. Der letzte Band erschien erstmals 1833. Lyell hinterfragte in der Reihe die bisher vorherrschende Meinung, nach der plötzliche Katastrophen die Gestalt der Erde formten. Der Forscher argumentierte, dass geologische Strukturen über Jahrmillionen entstanden sein müssen. Voraussetzung für diese Annahme war Lyells Prinzip des Aktualismus: Wenn die Gesetze der Physik, Biologie und Chemie sich in der Vergangenheit genauso verhielten wie in der Gegenwart, dann musste es möglich sein, das Alter der Erde relativ präzise zu bestimmen. Als Untersuchungsgegenstand nutzte Lyell Erosionsprozesse, d. h., er berechnete den Zeitraum, den Regen, Eis und Wind benötigten, um Gebirge abzutragen. Lyells Prinzip des Aktualismus ist mit Einschränkungen bis heute gültig. Allerdings weiß die Geologie heute, dass sich die Zusammensetzung der Atmosphäre im Laufe der Milliarden Jahre ihrer Existenz durchaus stark verändert hat. Außerdem können Vulkanausbrüche und Asteroideneinschläge auch plötzliche Veränderungen der Umwelt und Massenaussterben auslösen.

## Astronomie
Gemeinsam mit dem Astronomen Johann Heinrich Mädler erstellte der Berliner Bankier Wilhelm Beer die erste bekannte Karte über die Oberfläche des Planeten Mars. Dabei zeichneten sie auch dunklere Partien ein. Heute weiß man, dass diese von mafischen Mineralen herrühren. Beer und Mädler glaubten noch, dass die Marsoberfläche derjenigen der Erde sehr ähnlich sei. Daher vermuten sie nahe den Polkappen noch Sümpfe, welche von dem schmelzenden Eis der Polkappen des Mars versorgt würden. Die beiden Astronomen legten den bis heute gültigen Nullmeridian des Planeten fest. Als Bezugspunkt für die Längen- und Breitengrade diente das Meridiani Planum, bei dem es sich – wie man heute weiß – um eine Hochebene handelt.
- 16. August: Der britische Astronom John Herschel entdeckt die Galaxie NGC 7674 im Sternbild Pegasus.
- 6. Dezember: Das United States Naval Observatory wird ins Leben gerufen.

## Biologie
- 15. Februar: Mit einem Vortrag Étienne Geoffroy Saint-Hilaires beginnt der Pariser Akademiestreit zwischen ihm und Georges Cuvier, eine der bekanntesten Debatten in der Geschichte der Biologie.

## Reise
- 14. Oktober: Die Beagle kehrt von ihrer ersten Reise nach England zurück.

## Geboren

### Naturwissenschaftler

#### Mediziner, Chemiker und Physiker
- 06. Januar: Alfred Hegar, deutscher Arzt und Gynäkologe († 1914)
- 06. Mai: Abraham Jacobi, deutscher „Vater“ der Kinderheilkunde († 1919)
- 10. Mai: François Marie Raoult, französischer Physiker und Chemiker († 1901)
- 17. August: Richard von Volkmann, deutscher Chirurg († 1889)
- 19. August: Lothar von Meyer, deutscher Arzt und Chemiker († 1895)
- 03. November: Jacob Maarten van Bemmelen, niederländischer Chemiker († 1911)
- 29. November: Jules Péan, französischer Chirurg († 1898)
- wahrscheinlich 1830: Francis Tumblety, irischer oder kanadischer Doktor und Quacksalber († 1903)

#### Botaniker und Zoologen
- 17. Februar: Gerard Krefft, deutsch-australischer Zoologe und Paläontologe († 1881)
- 05. März: Charles Wyville Thomson, britischer Professor für Zoologie († 1882)
- 01. Mai: Gustav Wallis, deutscher Botaniker († 1878)
- 20. Juni: Friedrich Nobbe, deutscher Agrikulturchemiker, Botaniker und Saatgutforscher († 1922)
- 03. Oktober: Albert Günther, deutscher Zoologe († 1914)

#### Geographen, Geologen und Entdecker
- 11. März: Eduard Dallmann, deutscher Entdecker und Polarforscher († 1896)
- 20. Juli: Clements Markham, britischer Entdecker, Autor und Geograph († 1916)
- 20. August: Gerhard vom Rath, deutscher Mineraloge und Geologe († 1888)
- 30. September: John Rae, schottischer Arktisforscher und Arzt († 1893)

#### Astronomen und Mathematiker
- 22. November: Karl Christian Bruhns, deutscher Astronom († 1881)
- 07. Dezember: Luigi Cremona, italienischer Mathematiker, Statiker und Politiker († 1903)

### Geisteswissenschaftler
- 18. März: Numa Denis Fustel de Coulanges, französischer Historiker († 1889)
- 20. Mai: Iwan von Müller, deutscher Altphilologe († 1917)
- 10. Juni: Eduard Lübbert, deutscher Altphilologe und Archäologe († 1889)
- 27. September: Johannes Vahlen, deutscher Altphilologe († 1911)
- 18. Oktober: Matthias Lexer, österreichischer Germanist und Lexikograph († 1892)
- 14. November: Conrad Bursian, deutscher Philologe und Archäologe († 1883)

## Gestorben

### Naturwissenschaftler
- 02. März: Samuel Thomas von Soemmerring, Arzt, Anthropologe, Paläontologe und Erfinder (* 1755)
- 27. April: Anton Wilhelm Stephan Arndts, deutscher Professor (* 1765)
- 16. Mai: Joseph Fourier, französischer Mathematiker und Physiker (* 1768)
- 14. Juni: Christian Gottfried Daniel Stein, deutscher Geograph (* 1771)
- 18. November: Franco Andrea Bonelli, italienischer Zoologe, Ornithologe und Sammler (* 1784)

### Geisteswissenschaftler
- 08. Januar: Georg Heinrich Lünemann, deutscher Altphilologe und Lexikograf (* 1780)
- 12. April: Christian Wilhelm Ahlwardt, deutscher Altphilologe (* 1760)
- 02. August: Christian Wilhelm Ahlwardt, deutscher Professor (* 1760)
- Friedrich David Gräter, Begründer der wissenschaftlichen Nordistik in Deutschland (* 1768)